# 大岡紋
大岡 紋（おおおか あや）は日本のミュージカル俳優である。兵庫県西宮市出身。劇団四季所属。

## 来歴
幼い頃からバレエを習い、大阪教育大学附属高等学校池田校舎を卒業後、大阪音楽大学へ入学。声楽の基礎を学びながらミュージカルの舞台などで精力的に活動。卒業時に大学の推薦を受け西宮市新人演奏会に出演。2010年10月オーディションにて劇団四季合格。翌年、魔法をすてたマジョリンで四季での初舞台を踏む。

## 主な出演作品
- 魔法をすてたマジョリン（2011年アンサンブル）
- エビータ（2012年アンサンブル）
- 間奏曲（2012年花屋）
- アスペクツ・オブ・ラブ（2012年アンサンブル）
- ライオンキング（サラビ）
- ウィキッド（アンサンブル）
- ふたりのロッテ（2015年ウルリーケ先生）
- オペラ座の怪人（アンサンブル）